# CR Vasco da Gama (beach soccer)
Il CR Vasco da Gama è un club professionistico di beach soccer con sede a Rio de Janeiro, in Brasile.

## Rosa
| N. |                    | Ruolo | Calciatore     |
| -- | ------------------ | ----- | -------------- |
|    | Brasile (bandiera) | P     | Cesinha        |
|    | Brasile (bandiera) | D     | Gil            |
|    | Brasile (bandiera) | D     | Diogo Catarino |
|    | Brasile (bandiera) | C     | Rafinha        |
|    | Brasile (bandiera) | C     | Marcos         |

| N. |                    | Ruolo | Calciatore      |
| -- | ------------------ | ----- | --------------- |
|    | Brasile (bandiera) | A     | Bokinha         |
|    | Brasile (bandiera) | A     | Jordan          |
|    | Brasile (bandiera) | A     | Lucão           |
|    | Brasile (bandiera) | A     | Igor            |
|    | Brasile (bandiera) | P     | Rodolfo Masetti |

Allenatore: Fábio Costa	
- fonte: Archiviato il 7 novembre 2015 in Internet Archive.